# Mahatsinjo (Atsimo-Atsinanana)
Mahatsinjo is een plaats en commune in Madagaskar, behorend tot het district Vondrozo. Tijdens de laatste volkstelling (2001) telde de plaats 12.595 inwoners. 
De plaats biedt zowel lager als middelbaar onderwijs aan. 98% van de inwoners werkt in de landbouw, de belangrijkste landbouwproducten zijn koffie en peper; andere belangrijke producten zijn cassave en rijst. In de dienstensector werkt 2% van de inwoners. 